# دون فيلبس
دون فيلبس (بالإنجليزية: Don Phelps)‏ هو لاعب كرة قدم أمريكية أمريكي، ولد في 7 يناير 1924 في ريتشموند في الولايات المتحدة، وتوفي في 11 يونيو 1982 في فرانكفورت في الولايات المتحدة.

## وصلات خارجية
- دون فيلبس على موقع مرجع كرة القدم المحترفة.كوم (الإنجليزية)